# AcFun
AcFun（エーシーファン）は、中華人民共和国の動画共有サイトである。

## 概要
AcFunは、2007年6月6日に「Anime Comic Fun」の略称で個人のWebサイトとして設立された。初期の頃は動画共有サイトにアップロードされたアニメーション動画のまとめサイトであった。2008年3月にニコニコ動画のように弾幕と呼ばれる画面上にコメントができるプレイヤーの提供を開始した。
2010年には『新週刊（中国語: 新周刊）』から「2010年度ニッチウェブサイト賞」を受賞した。
2010年頃、AcFunの創設者である魏軍（xilin）は、AcFunを400万人民元で杭州Bianfengで働いていた陳少傑（Shaojie Chen）に売却。2011年、Webサイトのドメインをacfun.cnからacfun.tvに変更した。その後、AcFunは、ライブストリーミングサービス「生放送（live.acfun.tv）」を開始した。2014年1月に陳は、AcFunを陽鑫淼に売却し、AcFunの「生放送」の完全独立させて「斗魚（Douyu）」を設立し、AcFunの経営から去った。同年、蔡東青（Alpha Group Co., Ltd.の創業者）が出資し大株主になり、孫旻がCEOに就任。
2015年1月に、AcFunの新しい運営会社として広州弾幕網路科技有限公司を設立。2015年8月に広州弾幕網路科技有限公司は、Youku Tudouから5000万ドルの資金を受け取り、10月10日、AcFunは第2ドメイン「acfun.tudou.com」を開始した。
2016年1月14日、広州弾幕網路科技有限公司は、Softbank China Venture Capitalから6,000万ドルの資金調達を実施し、莫然が会長兼CEOした。
2016年7月、会長兼CEOの莫然が辞任し、劉炎焱がCEOに、大株主が莫然から蔡東青（Alpha Group Co., Ltd.の創業者）に変更された。
2016年11月21日に広州弾幕網路科技有限公司は、中文在綫から2.5億元の資金調達を実施した。
2018年2月2日から2月12日までAlibaba Cloudへの代金未払いが原因で、AcFunのサイトとモバイルアプリケーションがアクセスできなくなった。また約200人の従業員への給料未払い問題も発覚した。
2018年6月に広州弾幕網路科技有限公司は、短編動画アプリ「快手」を運営する北京弾幕網路科技有限公司の完全子会社となった。この買収により快手共同設立者の銀鑫がCEOになったが、2019年9月に退任し、賈弘毅がCEOになった。
2019年12月にAcFunは、新たにライブストリーミングサービス（live.acfun.cn）を開始した。